# Dieter Krompaß
Dieter Krompaß (* 1. September 1954) ist ein deutscher Badmintonspieler.

## Karriere
Dieter Krompaß fuhr erste Erfolge beim Traditionsturnier Dresdner Teller ein. Mit der SG Gittersee und HfV Lok Dresden war er dann bei DDR-Mannschaftsmeisterschaften erfolgreich. Mit Gittersee erkämpfte er sich zwei Bronzemedaillen, mit HfV eine Bronze- und vier Silbermedaillen. Seine Erfolgskarriere beendete er wie er begonnen hatte - mit Siegen beim Dresdner Teller.

## Sportliche Erfolge
| Saison    | Veranstaltung                | Disziplin  | Platz | Name |
| --------- | ---------------------------- | ---------- | ----- | --- |
| 1974      | Dresdner Teller 1974         | MS         | 1     | Dieter Krompaß |
| 1975      | Dresdner Teller 1975         | MD         | 1     | Claus Cassens / Dieter Krompaß |
| 1975      | Dresdner Teller 1975         | MS         | 1     | Dieter Krompaß |
| 1975/1976 | DDR-Mannschaftsmeisterschaft | Mannschaft | 3     | SG Gittersee (Claus Cassens, Peter Uhlig, Klaus Renner, Dieter Krompaß, Bernd Behrens, Jutta Behrens, Monika Cassens, Angelika Neubert)                                       |
| 1976/1977 | DDR-Mannschaftsmeisterschaft | Mannschaft | 3     | SG Gittersee (Claus Cassens, Dieter Krompaß, Joachim Völker, Lutz Krompaß, Steffen Körbitz, Monika Cassens, Angelika Neubert)                                                 |
| 1977/1978 | DDR-Mannschaftsmeisterschaft | Mannschaft | 4     | HSG Lok HfV Dresden (Claus Cassens, Peter Uhlig, Andreas Benz, Steffen Körbitz, Dieter Krompaß, Claus Kaden, Monika Cassens, Angelika Neubert)                                |
| 1979/1980 | DDR-Mannschaftsmeisterschaft | Mannschaft | 3     | Lok HfV Dresden (Claus Cassens, Dieter Krompaß, Joachim Völker, Lutz Krompaß, Andreas Benz, Steffen Körbitz, Hans Sossna, Monika Cassens, Angelika Neubert, Dagmar Friedrich) |
| 1980/1981 | DDR-Mannschaftsmeisterschaft | Mannschaft | 2     | Lok HfV Dresden (Andreas Benz, Steffen Körbitz, Dieter Krompaß, Hans Sossna, Joachim Völker, Claus Cassens, Monika Cassens, Angelika Neubert, Dagmar Friedrich)               |
| 1981/1982 | DDR-Mannschaftsmeisterschaft | Mannschaft | 2     | HSG Lok HfV Dresden (Andreas Benz, Claus Cassens, Joachim Völker, Steffen Körbitz, Dieter Krompaß, Dagmar Friedrich, Monika Cassens)                                          |
| 1982/1983 | DDR-Mannschaftsmeisterschaft | Mannschaft | 2     | Lok HfV Dresden (Andreas Benz, Claus Cassens, Joachim Völker, Steffen Körbitz, Michael Huber, Dieter Krompaß, Hans Sossna, Monika Cassens, Dagmar Friedrich)                  |
| 1983/1984 | DDR-Mannschaftsmeisterschaft | Mannschaft | 2     | Lok HfV Dresden (Andreas Benz, Steffen Körbitz, Hans Sossna, Joachim Völker, Claus Cassens, Dieter Krompaß, Sven Hauswald, Monika Cassens, Birgit Harder, Monika Geier)       |
| 1986      | Dresdner Teller 1986         | MD         | 1     | Michael Huber / Dieter Krompaß |
| 1988      | Dresdner Teller 1988         | MD         | 1     | Lutz Jenke / Dieter Krompaß |